# آکر فلوتینگ پروداکشن
آکر فلوتینگ پروداکشن (انگلیسی: Aker Floating Production) شرکت خدمات نفتی نروژی است، که در سال ۲۰۰۶ تأسیس شد.